# Paradigme technologique
Le paradigme technologique combine un ensemble d'innovations radicales interdépendants et omniprésentes. Par exemple, lorsque les innovations technologiques importantes qui sont produites à l'origine dans une unique branche de l'économie provoque des effets profonds sur d'autres secteurs du système économique et qui pourraient se prolonger pour une certaine période de temps,